# Giải KCFCC cho kịch bản gốc hay nhất
Giải KCFCC cho kịch bản gốc hay nhất là một giải  của KCFCC dành cho kịch bản gốc của một phim, được bấu chọn là hay nhất. Giải này được lập từ năm 1991.

## Các kịch bản phim đoạt giải

### Thập niên 1990
| Năm  | Kịch bản phim | Soạn giả    |
| ---- | ------------- | ----------- |
| 1991 | City of Hope  | John Sayles |

### Thập niên 2000
| Năm  | Kịch bản phim                         | Soạn giả                      |
| ---- | ------------------------------------- | ----------------------------- |
| 2004 | Eternal Sunshine of the Spotless Mind | Charlie Kaufman               |
| 2005 | Good Night, and Good Luck.            | George Clooney & Grant Heslov |
| 2006 | Little Miss Sunshine                  | Michael Arndt                 |
| 2007 | Juno                                  | Diablo Cody                   |
| 2008 | The Wrestler                          | Robert Siegel                 |